# Pyrrhopyge aziza
Pour les articles homonymes, voir Aziza.
Espèce
Pyrrhopyge aziza est une espèce de lépidoptères (papillons) de la famille des Hesperiidae, de la sous-famille des Pyrginae, de la tribu des Pyrrhopygini et du genre Pyrrhopyge.

## Dénomination
Pyrrhopyge aziza a été nommé par William Chapman Hewitson en 1866 sous le nom initial de Pyrrhopyga aziza.

### Nom vernaculaire
Pyrrhopyge aziza se nomme Aziza Firetip en anglais.

### Sous-espèces
- Pyrrhopyge aziza aziza; présent en Colombie.
- Pyrrhopyge aziza araethyrea Hewitson, 1870; présent en Équateur.
- Pyrrhopyge aziza arbor Evans, 1951; présent  en Colombie et au Venezuela.
- Pyrrhopyge aziza attis Bell, 1931; présent en Bolivie.
- Pyrrhopyge aziza lexos Evans, 1951; présent en Colombie, en Guyana, en Équateur et au Pérou.
- Pyrrhopyge aziza subnubilus Hayward, 1935; présent en Argentine.
- Pyrrhopyge aziza troja Evans, 1951; présent en Bolivie et au Pérou[1],[2].

## Description
Pyrrhopyge aziza est un papillon d'une envergure de 48 mm à 50 mm au corps trapu noir, aux extrémités de la tête et de l'abdomen rouge. 
Les ailes sont de couleur noire, gris ardoise foncé ou marron suivant les sous-espèces et les ailes postérieures ont une large bordure du bord externe blanc ou blanc bleuté, veinée de noir, absente chez Pyrrhopyge aziza attis.
Le revers est semblable.

## Écologie et distribution
Pyrrhopyge aziza est présent en Colombie, au Venezuela, en Équateur, en Bolivie, au Pérou, en Argentine, au Brésil et en Guyana.

### Protection
Pas de statut de protection particulier.